# Каттанео, Санте
Санте Каттанео, или Санто Каттанео, прозванный Сантино (итал. Sante Cattaneo, Santo Cattaneo, Santino; 8 августа 1739 — 4 июня 1819) — итальянский живописец брешианской школы академического направления.

## Биография
Родился в Сало, провинция Брешиа области Ломбардия. Родители отдали сына в возрасте трёх лет на воспитание тёте. Позднее Санте переехал в Брешию. Сначала он занимался гравюрой по дереву, затем осваивал живопись у Антонио Дузи из Брешии, потом у Франческо Монти из Болоньи. С 1776 года учился в Академии Клементина в Болонье.
В 1810 году Санте Каттанео стал профессором рисунка в Академии искусств Брешии. Среди учеников Каттанео были Доменико Вантини, Луиджи Базилетти, Антонио Маненти и Карло Фриджерио. Профессор Ромуальдо Турини из Сало был учеником и биографом.

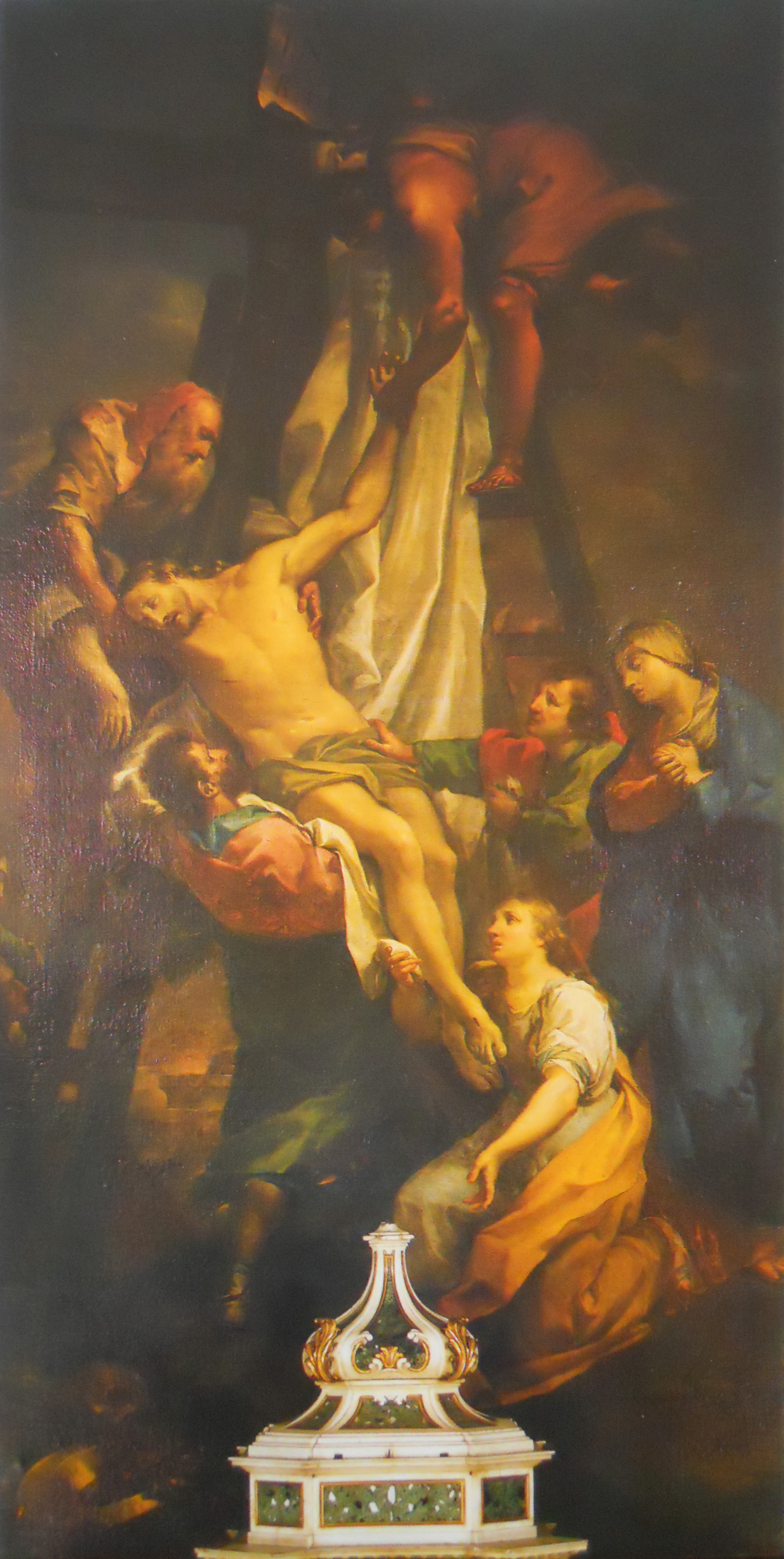
Снятие с креста. 1808. Холст, масло. Церковь Святых Фаустинуса и Йовиты, Брешиа
Мадонна с Младенцем и Святым Зеноном. Церковь Сан-Дзено, Пассирано
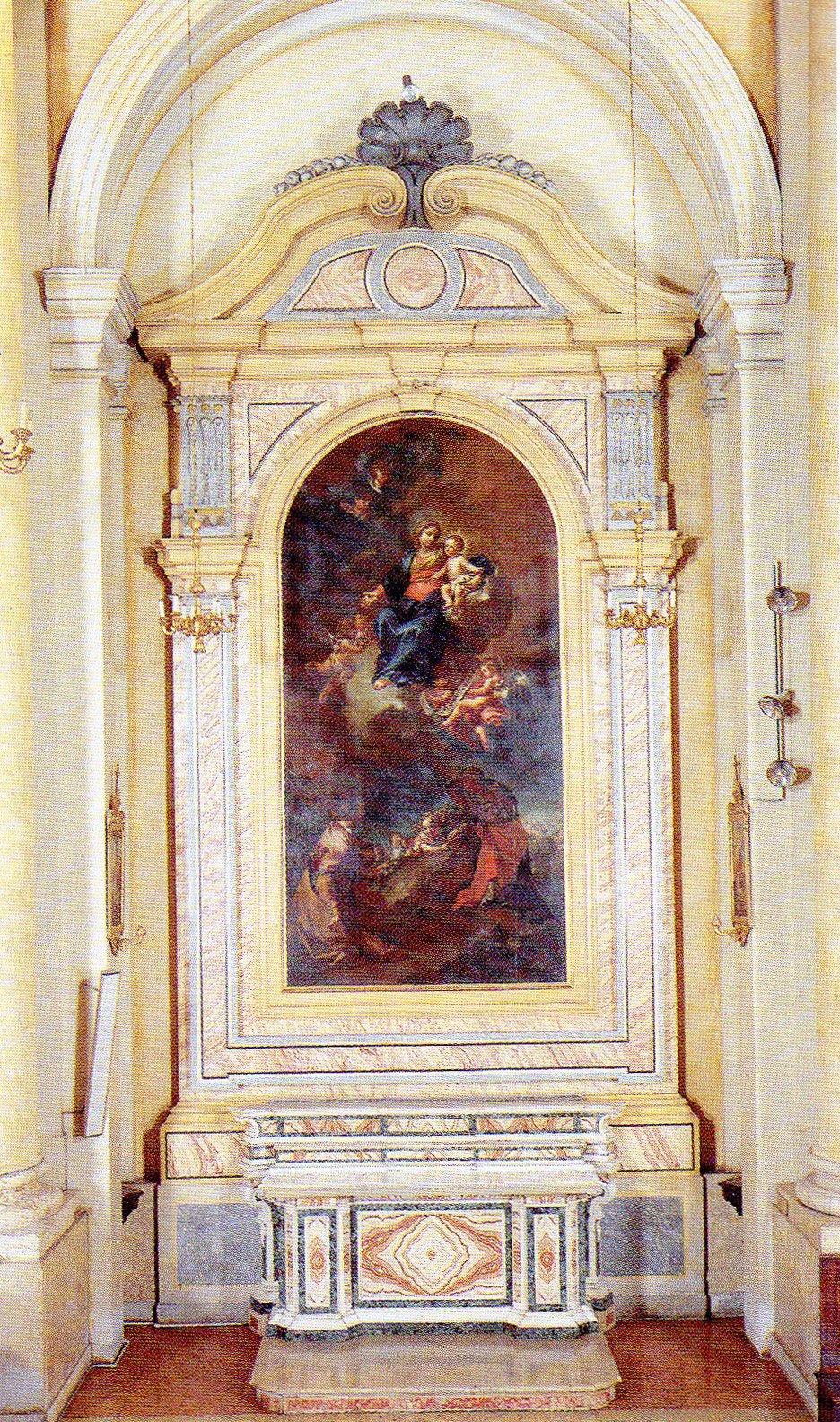
Мадонна Мизерикордия (Милосердная). Церковь Сан-Лоренцо, Брешиа